# Тіаприд
Тіаприд (англ. Tiapride, лат. Tiapridum) — лікарський засіб, що належить до атипових антипсихотичних препаратів, та є похідним бензаміду. Тіаприд застосовується як перорально, так і внутрішньом'язово. Тіаприд уперше синтезований у Франції в 1972 році.

## Фармакологічні властивості
Тіаприд — лікарський засіб, що належить до атипових антипсихотичних препаратів, та є похідним бензаміду. Механізм дії препарату полягає у блокуванні D2 дофамінових рецепторів мезолімбічної та мезокортикальної зони кори головного мозку, та частково D3-рецепторів, практично не діючи на D1 та D4 рецептори. Також тіаприд блокує адренорецептори ретикулярної формації стовбура головного мозку, та практично не впливає на гістамінові H1-рецептори, серотонінові рецептори, та більшість адренорецепторів. Вищеперераховані ефекти сприяють усуненню дискінезій центрального походження, усуненню симптомів психозів, та сприяють виникненню седативної дії. Тіаприд також має протиблювотний та гіпотермічний ефект. У невеликих дозах препарат має активуючий та розгальмовуючий ефект. Тіаприд застосовується при розладах поведінки у похилому віці, дискінезіях при хворобі Гантінгтона та гіперкінезах унаслідок застосування нейролептиків, ранніх гіперкінезах, хронічному больовому синдромі, при тиках у хворих синдромом Туретта, а також психомоторних порушеннях у хворих алкоголізмом і наркоманією. При застосуванні тіаприду спостерігається значно менша кількість екстрапірамідних побічних ефектів, ніж при застосуванні інших нейролептиків, а також рідше спостерігається виражений седативний ефект.

### Фармакокінетика
Тіаприд швидко й добре всмоктується після перорального застосування, біодоступність препарату становить близько 75 % при пероральному застосуванні. Максимальна концентація тіариду в крові досягається протягом 1 години після перорального прийому препарату. Препарат погано зв'язується з білками плазми крові, проте накопичується в еритроцитах. Тіаприд проникає через гематоенцефалічний бар'єр, через плацентарний бар'єр, даних за виділення в грудне молоко людини немає. Препарат метаболізується в незначній кількості в печінці, виводиться з організму із сечею переважно в незміненому вигляді. Період напіввиведення тіаприду становить від 3 до 5,3 годин, цей час може збільшуватися при порушеннях функції нирок.

## Покази до застосування
Тіаприд застосовують при розладах поведінки у похилому віці, дискінезіях при хворобі Гантінгтона та гіперкінезах унаслідок застосування нейролептиків, ранніх гіперкінезах, хронічному больовому синдромі, при тиках у хворих синдромом Туретта, та психомоторних порушеннях у хворих алкоголізмом і наркоманією.

## Побічна дія
При застосуванні тіаприду спостерігається менша кількість побічних ефектів, ніж при застосуванні типових антипсихотичних препаратів, зокрема значно менша кількість екстрапірамідних побічних ефектів, а також рідкістю при його застосуванні надмірної сонливості, підвищення внутрішньоочного тиску, затримки сечі, та серцево-судинних побічних ефектів. При застосуванні препарату можуть спостерігатися наступні побічні явища:
- Алергічні реакції — шкірний висип, фотодерматоз, еритема шкіри, синдром Лаєлла, кропив'янка.
- З боку травної системи — сухість у роті, запор, жовтяниця, порушення функції печінки.
- З боку нервової системи — підвищена збудливість, сонливість або безсоння, запаморочення, головний біль, тремор, паркінсонізм, судоми, депресія, нічні кошмари, міоз або мідріаз, погіршення зору, вкрай рідко злоякісний нейролептичний синдром.
- З боку серцево-судинної системи — ортостатична гіпотензія, тахікардія, аритмії, подовження інтервалу QT, зупинка серця.
- З боку ендокринної системи — аменорея, галакторея, збільшення і біль у молочних залозах, гінекомастія, імпотенція, фригідність.
- Інші побічні реакції — спастична кривошия, збільшення маси тіла.
- Зміни в лабораторних аналізах — лейкопенія, агранулоцитоз, еозинофілія, анемія, тромбоцитопенічна пурпура.

## Протипокази
Тіаприд протипоказаний при підвищеній чутливості до препарату, одночасному застосуванні з протипаркінсонічними препаратами, пригніченні нервової системи, комі, пригніченні кісткового мозку, феохромоцитомі, при пролактинзалежних пухлинах (рак молочної залози, пролактинома гіпофізу).

## Форми випуску
Тіаприд випускається у вигляді таблеток по 0,1 г; та ампул по 2 мл 5 % розчину.